# Glaciation elstérienne
Günz-Mindel / Cromérien Mindel-Riss / Holsteinien
Paléogéographie et climat

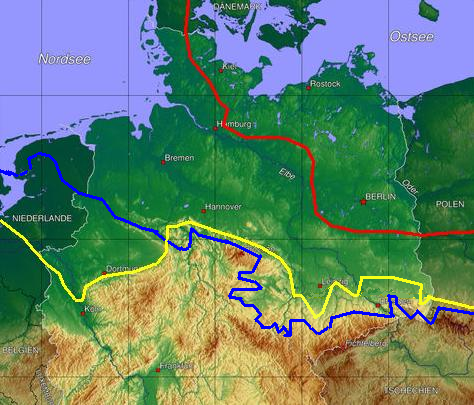
Comparaison des limites de l'extension glaciaire de l'elstérien (en bleu), au Saalien (en jaune) et au Vistulien (en rouge).

La glaciation elstérienne ou Elstérien (Elster-Eiszeit) est la plus ancienne et la plus étendue des trois glaciations de grande ampleur du Pléistocène en Europe du Nord. Elle est temporellement corrélée à la glaciation de Mindel dans les Alpes et à la glaciation biélorusse en Russie. On estime qu'elle s'est déroulée entre 400 000 et 320 000 ans avant notre ère. Elle succède à l'interglaciaire cromérien et précède l'interglaciaire holsteinien aux températures plus tempérées.
Cette période glaciaire est nommée d'après la rivière Elster blanche, un affluent de la Saale.
| Subdivisions lithostratigraphiques | Équivalent alpin               | Équivalent nordique        | Climat | Chronologie isotopique | Biozone des mammifères, |
| Tubantien                          | Würmien                        | Vistulien                  | Froid  | SIO 4-2 ou SIO 5d-2    | MNQ 26                  |
| Éémien                             | Interglaciaire Riss-Würm       | Éémien                     | Chaud  | SIO 5e                 | MNQ 25                  |
| Drenthien                          | Saalien                        | Glaciation de Riss         | Froid  | SIO 10-6 ou SIO 8-6    | MNQ 22-24               |
| Needien                            | Interglaciaire Mindel-Riss     | Holsteinien                | Chaud  | SIO 11                 | MNQ 22                  |
| Taxandrien                         | Glaciation de Mindel           | Elstérien (ou « Günz II ») | Froid  | SIO 10 ou SIO 12       | MNQ 22                  |
| Cromérien                          | Interglaciaire de Günz I et II | Cromérien                  | Chaud  | SIO 22-13              | MNQ 21                  |
| Ménapien                           | Glaciation de Günz             | Ménapien et Bavélien       | Froid  | SIO 20-16 ou SIO 31-23 | MNQ 20                  |
| Waalien                            | Interglaciaire Donau-Günz      | Waalien                    | Chaud  |                        | MNQ 19                  |
| -                                  | Glaciation de Donau            | Éburonien                  | Froid  | SIO 28-26              |                         |
| Tiglien                            | Interglaciaire Biber-Donau     | Tiglien                    | Chaud  |                        |                         |
| Amstélien (nl)                     | Glaciation de Biber            | Prétiglien                 | Froid  | SIO 68-66 ou SIO 50-40 | MNQ 18                  |
| ---------------------------------- | ------------------------------ | -------------------------- | ------ | ---------------------- | ----------------------- |